# Sprintzug
Als Sprintzug wird im Straßenradrennsport ein strategisches Manöver bezeichnet, welches bei Massensprints im Finale von Straßenradrennen angewandt wird.

## Strategie des Sprintzuges
Dazu formiert die Mannschaft eines starken Sprintspezialisten während der letzten Kilometer einen „Zug“ von drei bis sechs Fahrern an der Spitze des Pelotons und hält das Tempo möglichst hoch, um Ausreißversuche zu vereiteln und den Sprinter des eigenen Teams bis wenige hundert Meter vor dem Ziel in eine optimale Sprintposition zu bringen. Dadurch liegt die Geschwindigkeit des Hauptfeldes auf den letzten fünf Kilometern in der Regel bei 55–60 km/h, nicht selten darüber. Die einzelnen „Anfahrer“ des Teams – meist drei bis fünf – übernehmen dabei nacheinander in einer weitgehend festgelegten Reihenfolge die Führung des Feldes. Je näher das Ziel rückt, umso mehr „Anfahrer“ fallen zurück, bis auf der Zielgeraden schließlich nur noch der Sprintstar übrig bleibt.
Ein Detail der Gesamtformation Sprintzug ist der sogenannte „Schließer“. Seine Aufgabe besteht darin, am Hinterrad des Sprintstars zu bleiben und andere aussichtsreiche Sprinter daran zu hindern, sich dort „festzubeißen“.
Varianten des Sprintzuges werden vor allem im Hinblick auf die Rolle des letzten Anfahrers praktiziert. Im Standardfall hat er eine etwas längere Führung zu fahren und dabei das Tempo 400–500 m vor dem Ziel noch einmal ein wenig zu verschleppen, damit sein Kapitän seine Antrittsschnelligkeit ausspielen kann und von den Konkurrenten nicht so leicht aus dem Windschatten heraus überspurtet werden kann. Varianten dieses Konzepts sind möglich, wenn eine Mannschaft über einen „letzten Mann“ verfügt, der selbst ein hervorragender Sprinter ist. In diesem Falle geht der letzte Anfahrer wesentlich später in die Führung und liefert sich mit seinem eigenen Teamkameraden einen Sprint an der Spitze. Die Konkurrenz hat es damit schwerer, sich den „richtigen Gegner“ auszusuchen und aus dem Windschatten vorbeizuziehen.

## Bekannte Sprintzüge

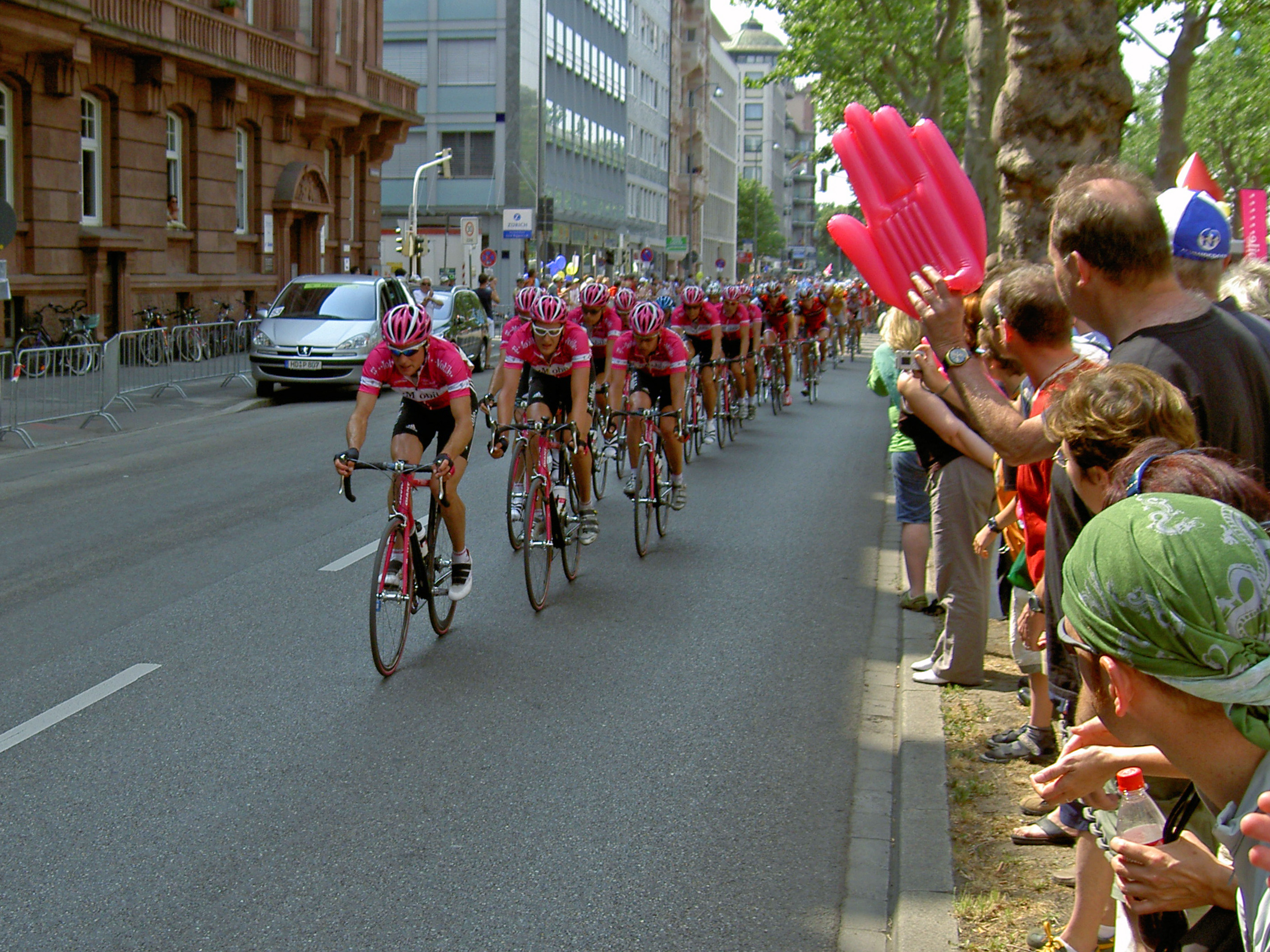
Die Mannschaft von T-Mobile bereitet mit mehreren Fahrern einen Sprint vor.

Die Taktik des Sprintzuges entwickelte sich in den späten 1980er und 1990er Jahren, hat inzwischen aber die taktische Situation von Massensprints gravierend verändert. Als erster Sprinter, der einen konsequent auf ihn zugeschnittenen Sprintzug aufgebaut hat, gilt der Italiener Mario Cipollini. Tatsächlich ist aber der Belgier Freddy Maertens der „Erfinder“ des Sprintzugs. Er fuhr in den Sprints die für damalige Verhältnisse ungewöhnlich hohe Übersetzung von 54:12 (heute i. d. R. 53/11). Um mit dieser Übersetzung beschleunigen zu können, brauchte er ein hohes Anfangstempo, weshalb er sich der Unterstützung seiner Mannschaftskameraden als Anfahrer bediente.
Cipollini machte vor allem in seiner Zeit bei Saeco seine Mannschaft als „treno rosso“ („roter Zug“) zum Markenzeichen. Seine wichtigsten „Anfahrer“ waren Mario Scirea und Gian Matteo Fagnini. Die Qualitäten Fagninis in dieser „Radsport-Disziplin“ waren sehr gut: schließlich wurde er seinerzeit durch das T-Mobile Team abgeworben, um Erik Zabel bei Sprints zu unterstützen.
Neben Fagnini und Scirea zählten vor allem ihr Landsmann Giovanni Lombardi, der Australier Mark Renshaw, der Belgier Gert Steegmans und der Neuseeländer Julian Dean zu den besten Anfahrern der Welt. Unter den noch aktiven Fahrern wird meist Michael Mørkøv als herausragender Sprintvorbereiter genannt.
Inzwischen wurde das Konzept des „Sprintzugs“ von anderen Fahrern – vor allem Alessandro Petacchi, Mark Cavendish und Tom Boonen – übernommen und perfektioniert. Bisweilen werden Sprintzüge auch im Rahmen von Weltmeisterschaften erfolgreich aufgebaut, so beim WM-Sieg von Cipollini für Italien 2002, aber auch von den Frauen: Hier war es vor allem die Equipe Nürnberger, die das Konzept konsequent und erfolgreich für Petra Rossner, Trixi Worrack und Regina Schleicher umsetzte und dies zuletzt auch im Rahmen der Nationalmannschaft taten, so dass Regina Schleicher auf diese Weise die WM 2005 gewann.
Bereits in den 1960er Jahren gab es dieses taktische Verhalten ausgeprägt im Radsportteam Solo–Superia von Rik Van Looy. Van Looy galt später als Initiator des vermutlich ersten Sprintzugs im Radsport, da er seine Domestiken in den Endphasen der Rennen so formierte, dass er bis zum finalen Sprint immer einen seiner Fahrer als Tempomacher vor sich hatte. Diese Staffeln erhielten im Radsport in Anlehnung an die Trikotfarben den Namen „Rote Garde“.